# Vinai
Vinai (en italià Vinadio, en piemontès Vinàj) és un municipi italià, situat a la regió del Piemont. L'any 2007 tenia 702 habitants. Està situat a la Val d'Estura, dins de les Valls Occitanes. Limita amb els municipis d'Aison, Demont, Isola (Alps Marítims), Pèirapuerc, Sant Estève de Tinèa (Alps Marítims), Sambuco i Valdieri.

## Administració
| Període | Identitat             | Partit      |
| ------- | --------------------- | ----------- |
| 2004-   | Angelo Pietro Giverso | Independent |